# Conrad von Holstein
Conrad Adolph August Graf von Holstein-Holsteinborg (* 19. Dezember 1825 in Gut Waterneverstorf; † 7. September 1897 ebenda) war ein deutscher Rittergutsbesitzer und Abgeordneter im Reichstag.

## Herkunft
Er entstammte einem alten mecklenburgischen Adelsgeschlecht von Holstein, das 1218 mit Hinricus Holsatus urkundlich und mit Johan Ludvig von Holstein 1750 in den dänischen Grafenstand erhoben wurde. Die Rezeption des Geschlechts von Holstein in die Schleswig-Holsteinische Ritterschaft wurde vom dänischen König 1733 bestätigt.
Er war der Sohn des Gutsbesitzers Graf Heinrich Christoph von Holstein (1786–1842), Gutsherr auf Waterneverstorf und Gaartz und der Mathilde Susanne, geb. Gräfin zu von Rantzau (1801–1835).

## Familie
Holstein heiratete am 30. Januar 1852 in Niendorf Caroline Freiin von Heintze-Weißenrode (* Schleswig 4. September 1832; † 18. April 1871 in Waterneverstorff), die Tochter des Rittergutsbesitzers Ernst Freiherr von Heintze-Weißenrode (1800–1867) und der Elisabeth Gräfin von Reventlow (1804–1893).
Aus der Ehe entstammen die Kinder: 
- Mathilde (1852–1939)
- Elisabeth Anna Friderike (1854–1939) ⚭ Cai von Bülow-Bothkamp (* 23. August 1851; †  26. Februar 1910)
- Fanny (1856–1919)⚭ Kuno Graf zu Rantzau-Breitenburg
- Lucie Henriette (* 15. Dezember 1865; † 19. Mai 1914) ⚭ Franz Graf von Waldersee (* 24. März 1862; † 23. November 1927),
- Fredrik Hermann Adolf Karl (1871–1896)[3]

## Leben

### Schule und Studium
Holstein besuchte das Katharineum zu Lübeck 1842–1846. Nach dem Abitur studierte er von 1846 bis 1848 an der Ruprecht-Karls-Universität Heidelberg Rechtswissenschaft. Er trug sich am 8. Mai 1846 mit "Conrad Graf von Holstein, 20 Jahre, Geburtsort Neverstorff Holstein" für Jura ein und nannte als seine Vormünder Graf Ernst zu Rantzau (1802–1862), Amtmann in Plön (1836–1855), und Baron Heintze. Im gleichen Jahr 1846 wurde er Mitglied des Corps Guestphalia Heidelberg.
Im September 1847 finden wir Holstein als Gutsbesitzer Waterneverstorff unter den 2.500 Teilnehmern der XI. Versammlung deutscher Land- und Forstwirte zu Kiel, zugegen auch seine Vormünder, Graf Rantzau Plön und Baron Heintze. Aus seinem väterlichen Gut begleiten ihn vom Vorwerk Stöfs der Pächter Mannweiler und vom Haupthof Waterneverstorff der Landwirt Schwerdtfeger. Es ging darum, sich im nördlichen Deutschland über den modernsten technischen Stand der Land-, Forst- und Viehwirtschaft auszutauschen und anschließend das Land selbst in 16 Land-Exkursionen zu je 50 Personen verteilt auf zwölf Vierspänner  mit seiner Schönheit gezielt vorzustellen.

### Militärzeit
Als es im Rahmen der Märzunruhen 1848 zum Kampf der Deutschgesinnten der Herzogthümer Schleswig und Holstein um ein „up ewig ungedeelte“s und von Dänemark unabhängiges Doppel-Herzogtum kam, zog es ihn von der Universität als Freiwilligen ins Heer nach Holstein.
Er gehört zu den aktiven Offizieren, die am 24. März 1848 aus dem Dänisch-Holsteinschen-Bundeskontingent aus und in die Schleswig-Holsteinischen Armee eintraten und zwar als Premier-Lieutenant vom 2. Dragoner-Regiment in das 2. Schleswig-Holsteinische-Dragonerregiment, indem er von 1848 bis 1851 diente. Nach dem vergeblichen Kampf um Rendsburg wurde die Schleswig-Holstein-Armee am 31. März 1851 aufgelöst und das Bundeskontingent des Herzogtums Holstein in die dänische Armee eingegliedert.

### Landwirtschaft
Holstein verließ die Armee und übernahm 1851 die Bewirtschaftung seiner beiden vom Vater ererbten Rittergüter Waterneverstorff (2114 ha) umfassend den Haupthof, den Meierhof Stöfs und die Dörfer Stöfs, Kembs, Behrensdorf, Seekamp, Lippe und Gaartz im oldenburgischen Güterdistrikt (1394 ha).
Der Gutsbezirk Waterneverstorff --- nach Kärger „das getreue Abbild einer im aufgeklärten Absolutismus regierten Monarchie“—hatte 1896 702 Einwohner, die in 87 Häusern wohnten und sich auf 12 Wohnplätzen verteilten. Der Haupthof Waterneverstorff hatte 11 Häuser mit 74 Bewohnern, der Meierhof Stöfs 1 Haus mit 20 Bewohnern, die Dörfer Behrensdorf 37 Häuser mit 277 Bewohnern, Kemps 11 mit 79, Stöfs 9 mit 97, Seekamp 8 mit 69 und die restlichen 6 Wohnplätze 10 Häuser mit 86 Bewohnern.
Kärger 1893: „Wer den Typus einer patriachalisch organisierten Gutsherrschaft kennen lernen will, wer nicht daran glaubt, dass auch noch am Ende des 19. Jahrhunderts ein Verhältnis zwischen Gutsherrn, Bauer und Arbeiter möglich ist, bei dem ersterer die volle Verantwortung für das wirtschaftliche und sittliche Wohlergehen des Bauern und Arbeiters trägt, und bei dem die Letzteren ein so starkes Vertrauen zu dem Gutsherrn haben, dass sie sich von ihm über ihre ganzen Lebens- und Wirtschaftsführung die eingehendsten Vorschriften willig und ohne Murren machen lassen, und wer nicht glaubt, dass bei einem solchen Verhältnis beide Teile äußerst zufrieden und glücklich sein können, der gehe nach Waterneverstorff, er wird sich, hat er offene Augen und offene Ohren, bald vom Gegenteil überzeugt haben.
Was die dortigen Verhältnisse ebenso wie die aller adligen Güter in Ostholstein, der sogenannte ‚Grafenecke‘, am meisten charakterisiert, ist der Umstand, dass auch die Bauern ihr Land von den Großgrundbesitzern gepachtet haben, so dass diesen der Grund und Boden oft von mehreren Dörfern gehört. Das hat zur Folge, dass die Machtbefugnisse derselben gegenüber den Bauern besonders große sind, da sie einerseits auf einem öffentlich-rechtlichen Verhältnis der Gutsvorsteherschaft, andererseits aber auf dem privatrechtlichen Pachtvertrage beruhen. Zweitens bietet dieser alle 10 Jahre sich erneuernde Pachtvertrag dem Gutsherrn die Gelegenheit, die Bauern zur steten Vervollkommnung ihrer Landwirtschaft zu zwingen und drittens  gibt er die Möglichkeit, den Bauern Verpflichtungen zu Gunsten der Landarbeiter, besonders die Spannpflichten für diese, aufzuerlegen. Es ist dies ein großer Vorteil fürs Ganze, weil für gewöhnlich die Bauerngespanne leichter abkömmlich von der eigenen Wirtschaft sind als die Gutsgespanne, und weil zweitens die Stellen der Arbeiterpächter den Bauernhöfen näher liegen, als dem Haupthofe.“
Holstein verwaltete nicht nur die eigenen Güter, sondern ist auch zum Administrator der Hessensteinschen Fidekommisgüter berufen worden. Der Wagrische landwirtschaftliche Verein, den sein Vater 1828 in Lensahn mitgründete und dem er 1828–1842 als gewählter Direktor vorstand, ernannte den praktischen Landwirt 1864–1869 zu seinem Sekretär und wählte ihn 1870–1897 zu seinem 3. Direktor.

### Politiker

#### Ständeversammlung in Itzehoe 1855–1863
Als Besitzer der Rittergüter Waterneverstorff im Kreis Plön und Gaartz im Kreis Oldenburg in Holstein war er Mitglied der Holsteinischen Ständeversammlung bis zu deren Auflösung 1867.
Am 25. Februar 1864 um 10 Uhr kam der 82-jährige General-Feldmarschall Friedrich von Wrangel durch Lütjenburg auf dem Wege nach Fehmarn, wo dänisches Militär lag. Er wurde begrüßt von dem hiesigen sächsischen Militär, das zur Vereitelung dänischer Landungsversuche geschickt und längs der Hauptstraße aufgestellt war, von dem Magistrat und Bürgerschaft der Stadt, durch Herrn Senator Gäde, sowie von Holstein als Vertreter der umliegenden Güter.
In seiner Erinnerung schreibt Holstein von einem sächsischen Bataillons, das nach langem Marsch Anfang April 1864 in Lütjenburg einrückte, und von dem sich 100 Mann sofort, als sie von der Koppel Heisch in Stöfs mit dem unbeschreiblich schönen Blick auf die Ostsee hörten, auf den Weg dorthin machten. „Da lagen sie nun müde und stumm und bewunderten zum ersten Mal das „große Wasser“.“
Dieser Blick von Stöfs wurde zuerst 1850 von Friedrich Adolph Hornemann nach der Natur gezeichnet und von Charles Fuchs gedruckt und bekannt gemacht, dann 1859/60 für Holstein von dem aus Österreich kommende Kieler Künstler Friedrich Loos gemalt. Loos bewarb sich gerade um die vakante Stelle des Zeichners der Universität Kiel und stand im Wettbewerb mit dem Landschaftsmaler Louis Gurlitt aus Altona und dem Kieler Zeichner Wittmaack. Gurlitt malte den Blick von Stöfs zuerst im September 1861; es hängt im Altonaer Museum, und dann noch vier Mal für Holstein als Mitgift für seine Töchter.
1866 wird Holstein unter Österreichischer Statthalterschaft für das Herzogtum Holstein zum Mitglied der fortwährenden Deputation der Prälaten und Ritterschaft gewählt, d. h. in den geschäftsführenden Ausschuss zur Vertretung der Ritterschaft.

#### Provinziallandtag 1867–1897
Seine Majestät der König Wilhelm I. empfing am Sonntag, den 6. Januar 1867 in Berlin die Grafen von Reventlow Altenhof und von Holstein Neverstorf als Deputation der holsteinischen Ritterschaft. Sie werden ihre Zustimmung zur Annexion signalisiert haben. 14 Tage später, am 24. Januar 1867, wurden aufgrund des Annexionsgesetzes vom 24. Dezember 1866 und des königlichen Besitznahmepatents (oder auch Besitzergreifungspatents) vom 12. Januar 1867 die Herzogtümer als Provinz Schleswig-Holstein in den preußischen Staat integriert.
Spätestens am 12. August 1868 verbreiteten Zeitungen, dass König Wilhelm I. im September des Jahres die im Vorjahr annektierten Elbherzogtümer besuchen wollte und spätestens ab 18. September, dass Ihre königliche Hoheit ihn nicht begleiten, sondern in Süddeutschland bleiben würde.
Kurz vor Antritt der Reise, sicher als Anerkennung und zur Festigung der gesellschaftlichen Vernetzung mit Preußen wurde Holstein noch im August 1868 zeitgleich mit 6 weiteren Mitgliedern der Ritterschaft wie M.d.H. Friedrich Graf von Brockdorff Kleetkamp, M.d.H. Christian Graf zu Rantzau Oppendorf, Conrad Graf von Brockdorff Ahlefeld Ascheberg, Joachim Graf von Schimmelmann Ahrensburg und Hermann von Buchwaldt Helmsdorf – nach Prüfung durch das Kapitel auf Vorschlag von Prinz Karl – von seiner Majestät dem König zum Ehrenritter des Johanniterordens ernannt.
Am 14. September 1868 zeichnete J. Wittmaack die stolzeste Erinnerung Holsteins: Im Hintergrund der schöne Blick von Stöfs, im Vordergrund die Reisescene wie König Wilhelm I. im Vierspänner neben der Landgräfin Anna von Hessen sitzend hält und sich mit Gutsangehörigen unterhält, daneben auf steigendem Rappen der die Kutsche begleitende Holstein selbst und rechts in Tracht 22 Frauen und Mädchen aus dem Gut. "Seine Majestät hielt mit mehreren von ihnen, Männern und Frauen und Mädchen freundliche Zwiesprache und gab seiner Befriedigung Ausdruck, dass er die plattdeutsche Sprache so gut habe verstehen können." So Holstein in seinen Erinnerungen.
Holstein gehörte  dem Provinziallandtages Schleswig-Holstein an, als er im Februar 1871 in  einem von angesehenen Männern des Wahlkreises unterzeichneten Wahlaufruf als Bewerber für den schleswig-holsteinischen Wahlkreis 9 für den 1. Reichstag vorgeschlagen wurde. Der Aufruf bezeichnet ihn als einen Mann, dessen Persönlichkeit zu dem Vertrauen berechtige, dass er den Wahlkreis in einer den Interessen Schleswig-Holsteins wie des Gesamtvaterlandes gleichmäßig Rechnung tragenden Weise im Reichstage vertreten werde. Er schließt mit der Erwartung, dass Holstein jeder Zeit, in der es auf das Gemeinwohl ankommt, die Politik des Bundeskanzlers des Norddeutschen Bundes (Bismarck) unterstützen wird, ohne sich durch Standesinteressen oder politische Doktrinen beirren zu lassen. Er unterlag bei einer Wahlbeteiligung von nur 38 % mit 2646 Stimmen dem linksliberalen Politiker und Gegner der preußischen Annexion Schleswig-Holsteins Prof. Wilhelm Seelig, der mit 5273 Stimmen obsiegte.

#### Reichstag 1877–1897
In der Reichstagswahl 1877 trat Holstein für seine konservative Partei erneut an und siegte in der Stichwahl mit 11.416 Stimmen gegen den Sozialdemokraten Otto Reimer mit 4632 Stimmen. Von 1877 bis zu seinem Tode im Jahr 1897 war er Mitglied des Deutschen Reichstags für den Wahlkreis Provinz Schleswig-Holstein 9 (Segeberg, Plön) und die Deutschkonservative Partei.

## Ehrungen
- Ehrenritter des Johanniterordens, ernannt im August 1868 von König Wilhelm I auf Vorschlag von Prinz Carl von Preußen,[31][32]
- Rechtsritter des Johanniterordens, ernannt 1876 von Kaiser Wilhelm I.[32]
- Königlicher Kronen-Orden (Preußen) 2. Klasse, verliehen 1881 verliehen von Kaiser Wilhelm I.[32]
- Eisernes Kreuz 1. Klasse.[3]
- Königlicher Kronen-Orden (Preußen) 2. Klasse mit Stern, verliehen 23. März 1890 von Kaiser Wilhelm II.[3][32]
- Roter Adlerorden 2. Klasse mit Eichenlaub, verliehen am 27. Januar 1894 von Kaiser Wilhelm II.[3]
- Peter-Ludwig-Orden, der höchste Oldenburgische Orden wurde ihm Weihnachten 1894  vom Großherzog zu Oldenburg verliehen.[33]